# خيسوس غونزاليس ألونسو
خيسوس غونزاليس ألونسو (بالإسبانية: Jesús González Alonso)‏ هو عازف بيانو إسباني، ولد في أكتوبر 1946 في خيخون في إسبانيا، وتوفي في 15 يناير 1988 في سان سيباستيان في إسبانيا.